# Brachytrachelopan
Brachytrachelopan is een geslacht van plantenetende sauropode dinosauriërs uit de groep van de Neosauropoda en meer in het bijzonder de Diplodocoidea, dat tijdens het late Jura leefde in het gebied van het huidige Patagonië.

## Vondst en naamgeving
De typesoort Brachytrachelopan mesai is in 2005 benoemd en beschreven door Oliver Walter Mischa Rauhut, Kristian Remes, Regina Fechner, Gerardo Cladera en Pablo Puerta. De geslachtsnaam verwijst naar de voor een sauropode zeer korte nek ("Brachy-trachelo~") van slechts zo'n 120 centimeter. De ontdekker was een Argentijnse herder ("Pan" is de herdersgod), Daniel Mesa, waarnaar ook de soortaanduiding verwijst. Mesa vond de botten bij Cerro Condór toen hij een verloren schaap zocht. Rauhut groef de fossielen in 2003 op.
De vondst, holotype MPEF-PV 1716, is gevonden in een laag van de Cañadón Cálcareo-formatie die dateert uit het Tithonien. Het bestaat uit een gedeeltelijk skelet zonder schedel. Het omvat de wervelkolom van de vijfde halswervel tot en met de derde sacrale wervel, ribben, het rechterdarmbeen, de onderkant van het linkerdijbeen en de bovenkant van het linkerscheenbeen. Het betreft een volwassen individu.

## Beschrijving
Brachytrachelopan heeft een geschatte lengte van slechts een kleine tien meter.

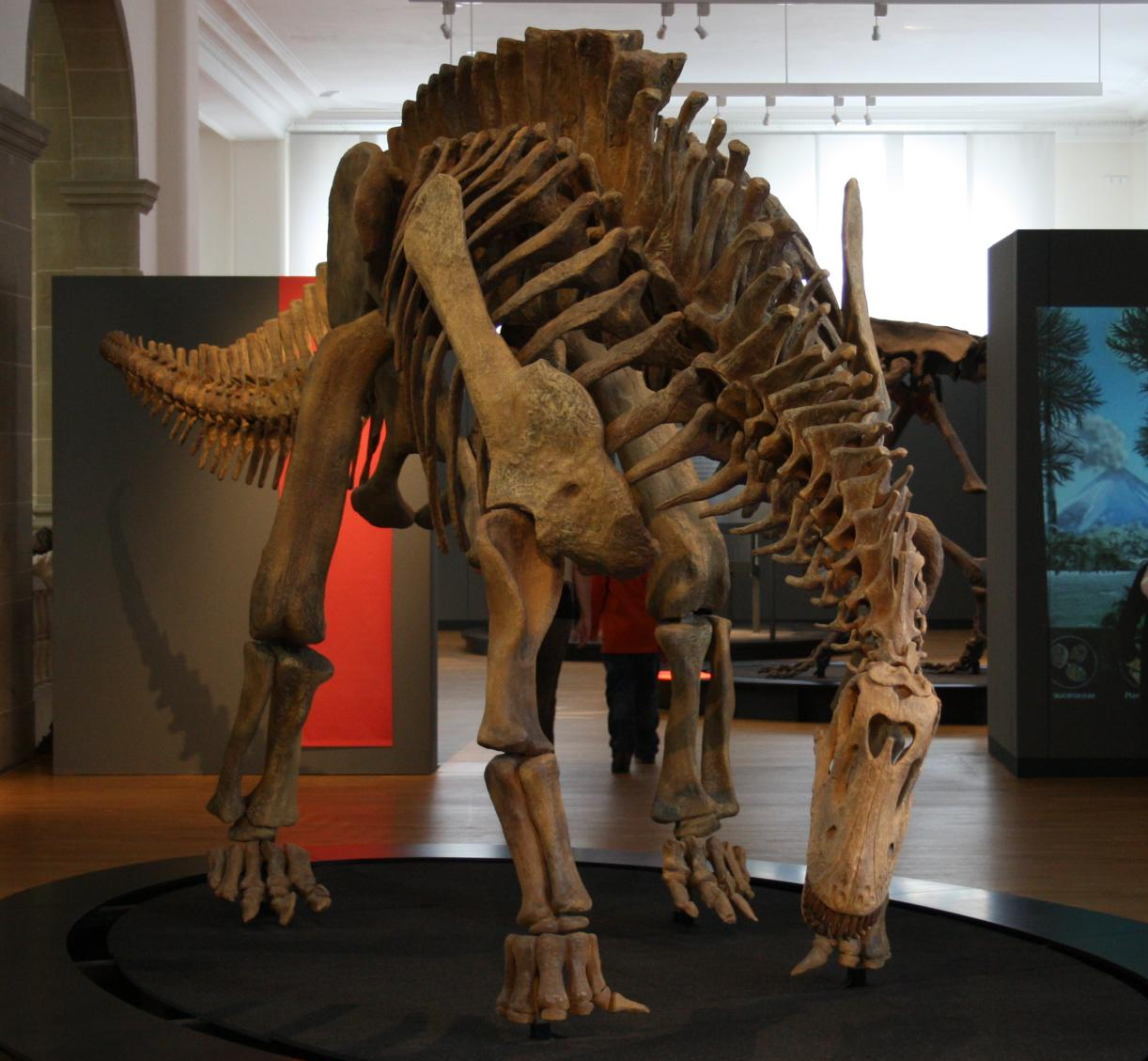
Skeletmodel met speculatieve schedel

De beschrijvers wisten enkele onderscheidende kenmerken vast te stellen. De nek is erg kort doordat de individuele halswervels kort zijn, korter dan aan hun achterzijde hoog. De halswervels hebben een opvallende zuilvormige richel lopen tussen het wervellichaam en het achterste gewrichtsuitsteeksel. De doornuitsteeksels van de middelste halswervel hellen sterk naar voren, waarbij de punt van het uitsteeksels voorbij de voorkant van het wervellichaam reikt. De doornuitsteeksels van de zes voorste ruggenwervels hebben verticale bases en naar voren gebogen punten.
Aangenomen dat de nek twaalf wervels telt, is de lengte 40% korter dan bij andere dicraeosauriden en de kortste die uit de hele Sauropoda bekend is. De neklengte is maar driekwart van die van de ruggengraat; bij sommige andere sauropoden is dat viermaal. De halswervels zijn sterk gekield en ingesnoerd. Pleurocoelen ontbreken in de hele wervelkolom. De doornuitsteeksels van de halswervels zijn staafvormig, gevorkt en naar voren gericht. Dat geldt tevens voor de doornuitsteeksels van de eerste zes ruggenwervels. De overgang tussen nek en ruggengraat is tamelijk abrupt. Er zijn twaalf ruggenwervels. De doornuitsteeksels van de rug zijn langer dan die van de nek.

## Fylogenie
Brachytrachelopan was vermoedelijk verwant aan Dicraeosaurus en is dan ook voorlopig binnen de groep van de Dicraeosauridae geplaatst, als zustersoort van Dicraeosaurus.
Brachytrachelopan zou binnen die groep de eindfase vertegenwoordigen van een trend naar steeds kortere nekken en het eten van bodemplanten met een hoogte tussen de een en twee meter. De naar voren gerichte doornuitsteeksels zouden geen hogere koppositie hebben toegelaten.